# 桑塔納盜龍屬
桑塔纳盗龙（属名：Santanaraptor，意为“桑塔纳组的盗贼”）是兽脚类恐龙的一个属，生存于大约1.12亿年前早白垩世（阿普第阶晚期至阿尔布阶早期）的南美洲。

## 分类
正模标本（MN 4802-V）是部分幼龙骨骼，由三节带着人字骨的颈椎、坐骨、股骨、胫骨、腓骨、脚部及软组织组成。化石化组织包括一层很薄的表皮、肌肉纤维及疑似的血管。标本在1996年发现于巴西东北塞阿拉州罗穆阿尔多组（桑塔纳群）。虽然主要所知于躯干后段材料，但该化石代表的个体可能已经长到1.25（4.1英尺）长。化石由骨盆、后肢及尾部骨骼组成，这些仅对其整体外观提供少量信息。然而它肯定是种虚骨龙类，一些特征显示它可能是暴龙超科成员。从长臂、三指手部及纤细后肢推测其与帝龙和冠龙相似。

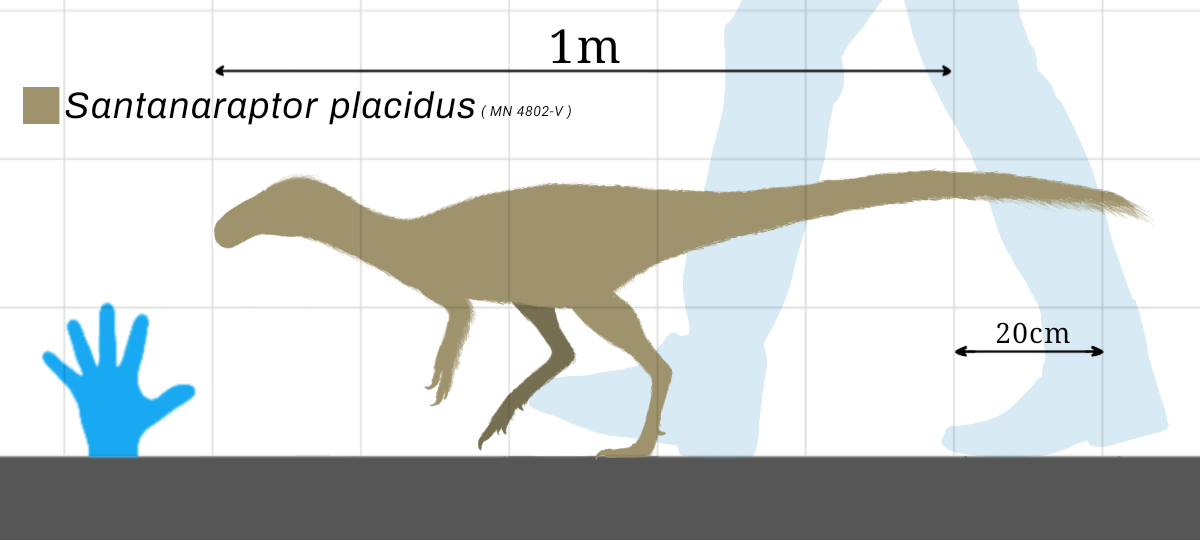
体型比较

模式种普莱西多桑塔纳盗龙（S. placidus）由亚历山大·克尔纳在1999年首次描述。种名致敬卡里里大学古生物博物馆创始人普莱西多·西达德·努文斯
本属刚发现时被视为手盗龙类兽脚类，但现在根据股骨特征而视为基干虚骨龙类。霍兹（2004年）将桑塔纳盗龙列为冈瓦纳古陆上发现的首个暴龙超科，德考特和格瑞洛（2018年）亦作出同样发现。然而该观点现已受到批评，因为这种被误认的暴龙超科特征亦广泛见于虚骨龙类，而脚部的几个方面更近似西北阿根廷龙科。